# Harlem
Harlem es un barrio en el Upper Manhattan de la ciudad de Nueva York, Estados Unidos. Está delimitado aproximadamente por el Frederick Douglass Boulevard, St. Nicholas Avenue y Morningside Park en el oeste; el río Harlem y la calle 155 en el norte; la Quinta Avenida en el este; y Central Park North en el sur. El área metropolitana de Harlem abarca varios otros vecindarios y se extiende al oeste hasta el río Hudson, al norte hasta la calle 155, al este hasta el East River y al sur hasta el Martin Luther King Jr. Boulevard, Central Park y la East 96th Street.
Originalmente un pueblo neerlandés, organizado formalmente en 1658, lleva el nombre de la ciudad de Haarlem en los Países Bajos. La historia de Harlem se ha definido por una serie de ciclos económicos de auge y caída, con importantes cambios de población que acompañan a cada ciclo. Harlem fue predominantemente ocupada por judíos e italianos americanos en el siglo XIX, pero afroamericanos residentes comenzaron a llegar en grandes cantidades durante la Gran Migración en el siglo XX. En las décadas de 1920 y 1930, Central y West Harlem fueron el centro del Renacimiento de Harlem, un importante movimiento cultural afroamericano. Con la pérdida de puestos de trabajo durante la Gran Depresión de la década de 1930 y la desindustrialización de la ciudad de Nueva York después de la Segunda Guerra Mundial, las tasas de delincuencia y pobreza aumentaron significativamente. En el siglo XXI, las tasas de criminalidad disminuyeron significativamente y Harlem comenzó a gentrificarse.
Central Harlem es parte del Distrito Comunitario 10 de Manhattan. Está patrullado por los distritos 28 y 32 del Departamento de Policía de la ciudad de Nueva York. El área metropolitana de Harlem también incluye los distritos comunitarios 9 y 11 de Manhattan y varios precintos policiales adicionales. Los servicios de bomberos son proporcionados por cuatro empresas del Departamento de Bomberos de la ciudad de Nueva York. Políticamente, Harlem está representado por los distritos 7, 8 y 9 del Ayuntamiento de Nueva York. El área es servida por el metro de la ciudad de Nueva York y las rutas de autobuses locales. Contiene varias escuelas primarias, intermedias y secundarias públicas, y está cerca de varias universidades, incluidas la Universidad de Columbia y el City College de Nueva York.

## Geografía

Mapa del alto Manhattan, con el Gran Harlem resaltado. Harlem propiamente dicho es el barrio del centro.

Harlem se encuentra en el alto Manhattan Upper Manhattan, a menudo llamado "Uptown" por los lugareños. Los tres vecindarios que comprenden el área metropolitana de Harlem — West, Central y East Harlem — se extienden desde el río Harlem y el río East hacia el este, hasta el río Hudson hacia el oeste; y entre la calle 155 en el norte, donde se encuentra con Washington Heights, y un límite desigual a lo largo del sur que corre a lo largo de la calle 96 este de la Quinta Avenida,la calle 110 desde la Quinta Avenida hasta el parque Morningside y la calle 125 al oeste de Morningside Park hasta el Hudson. La Enciclopedia Británica hace referencia a estos límites, aunque The Encyclopedia of New York City adopta una visión mucho más conservadora y solo considera Central Harlem como Harlem propiamente dicho. : 573 
Central Harlem es pertenece al Distrito 10 de la Comunidad de Manhattan y está delimitado por la Quinta Avenida al este; Central Park al sur; Morningside Park, St. Nicholas Avenue y Edgecombe Avenue al oeste; y el río Harlem en el norte. En el límite occidental se encuentran Morningside Park, St. Nicholas Park y Jackie Robinson Park, que conforman una cadena de tres grandes parques lineales situados en orillas empinadas. La Quinta Avenida, así como el Parque Marcus Garvey (también conocido como Parque Mount Morris), separan esta área de East Harlem hacia el este. El centro de Harlem incluye el Distrito Histórico de Mount Morris Park.
West Harlem (Manhattanville y Hamilton Heights) comprende el Distrito Comunitario 9 de Manhattan y no forma parte del Harlem propiamente dicho. El área de los dos vecindarios está delimitada por Cathedral Parkway y la calle 110 en el sur; la calle 155 en el norte; Manhattan y Morningside Ave y St. Las avenidas Nicholas y Bradhurst y Edgecombe en el este; y Riverside Park y el río Hudson en el oeste. Manhattanville comienza aproximadamente en la calle 123 y se extiende hacia el norte hasta la calle 135. La sección más al norte de West Harlem es Hamilton Heights.
East Harlem, también llamado Spanish Harlem o El Barrio, está ubicado dentro del Distrito Comunitario 11 de Manhattan, que está delimitado por East 96th Street en el sur, East 138th Street en el norte, Fifth Avenue en el oeste y el río Harlem en el este. No es parte de Harlem propiamente dicha.

### Controversia SoHa
En la década de 2010, algunos profesionales inmobiliarios comenzaron a cambiar el nombre de South Harlem y Morningside Heights como "SoHa" (un nombre que representa "South Harlem" al estilo de SoHo o NoHo) en un intento de acelerar la gentrificación de los vecindarios. "SoHa", aplicado al área entre las calles 110 y 125 oeste, se ha convertido en un nombre controvertido. Los residentes y otros críticos que buscan evitar este cambio de nombre de la zona han etiquetado la marca SoHa como "insultante y otra señal de gentrificación enloquecida" y han dicho que "el cambio de nombre no solo pone la rica historia de su vecindario bajo borrado sino que también tiene la intención de atraer nuevos inquilinos, incluidos estudiantes de la cercana Universidad de Columbia ".
Múltiples políticos de Nueva York han iniciado esfuerzos legislativos para reducir esta práctica de cambio de marca de vecindario, que cuando se introdujo con éxito en otros vecindarios de Nueva York, ha llevado a aumentos en los alquileres y valores inmobiliarios, así como a "cambios demográficos". En 2011, el congresista Hakeem Jeffries intentó, pero no logró implementar una legislación "que castigaría a los agentes de bienes raíces por inventar vecindarios falsos y volver a trazar los límites de los vecindarios sin la aprobación de la ciudad". Para 2017, el senador del estado de Nueva York Brian Benjamin también trabajó para ilegalizar la práctica de cambiar el nombre de vecindarios históricamente reconocidos. 

### Representación política
Políticamente, el centro de Harlem está en el 13.º distrito congresional de Nueva York. Está en el distrito 30 del Senado de Nueva York los distritos 68 y 70 de la Asamblea del Estado de Nueva York y en los distritos 7, 8 y 7 del Consejo de la Ciudad de Nueva York. 9º distritos.

## Historia

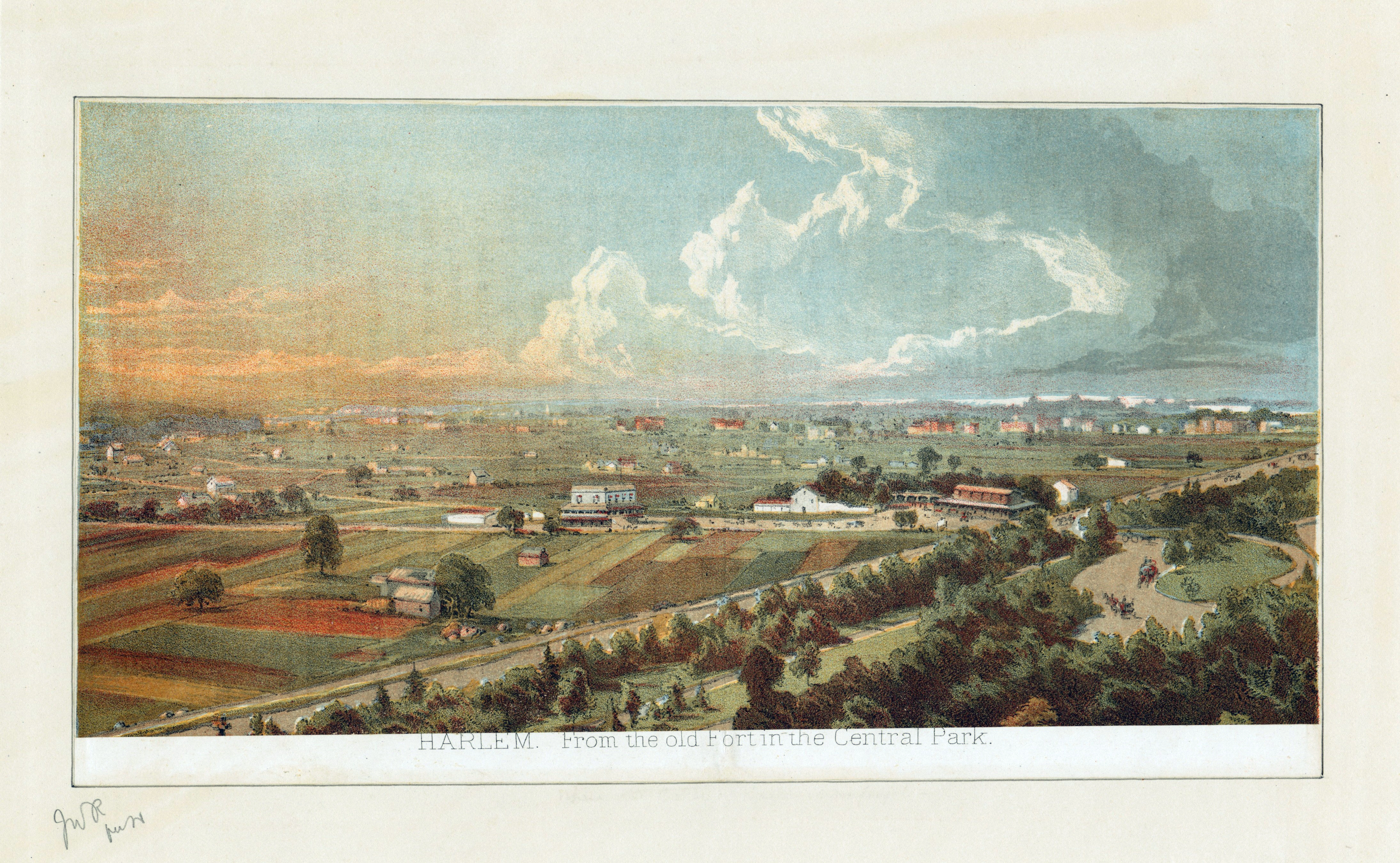
Harlem, desde el antiguo fuerte en Central Park, Biblioteca Pública de Nueva York.

Antes de la llegada de los colonos europeos, el área que se convertiría en Harlem (originalmente Haarlem) estaba habitada por los manhattan, una tribu nativa, que junto con otros pueblos nativos, probablemente lenape, ocuparon el área de forma seminómada. Hasta varios cientos cultivaban las llanuras de Harlem. Entre 1637 y 1639, se establecieron algunos asentamientos. El asentamiento de Harlem se incorporó formalmente en 1660 bajo el liderazgo de Peter Stuyvesant.
Durante la Revolución de las Trece Colonias, los británicos quemaron Harlem hasta los cimientos. La reconstrucción llevó mucho tiempo, ya que Harlem creció más lentamente que el resto de Manhattan a finales del siglo XVIII. Después de la Guerra de Secesión, Harlem experimentó un auge económico a partir de 1868. El barrio siguió sirviendo de refugio a los neoyorquinos, pero cada vez más los que venían al norte eran pobres, judíos o italianos. El ferrocarril de Nueva York y Harlem, así como el Interborough Rapid Transit y las líneas ferroviarias elevadas ayudaron al crecimiento económico de Harlem, ya que conectaban Harlem con la parte baja y el centro de Manhattan.
La demografía judía e italiana disminuyó, mientras que la población negra y puertorriqueña aumentó en este tiempo. La Gran Migración Afroamericana a las ciudades industriales del norte de principios del siglo XX fue impulsada por su deseo de dejar atrás el sur de las Leyes Jim Crow, buscar mejores trabajos y educación para sus hijos y escapar de una cultura de linchamiento violento; durante la Primera Guerra Mundial, las industrias en expansión reclutaron trabajadores negros para ocupar nuevos puestos de trabajo, con escaso personal después de que el reclutamiento comenzó a afectar a hombres jóvenes.

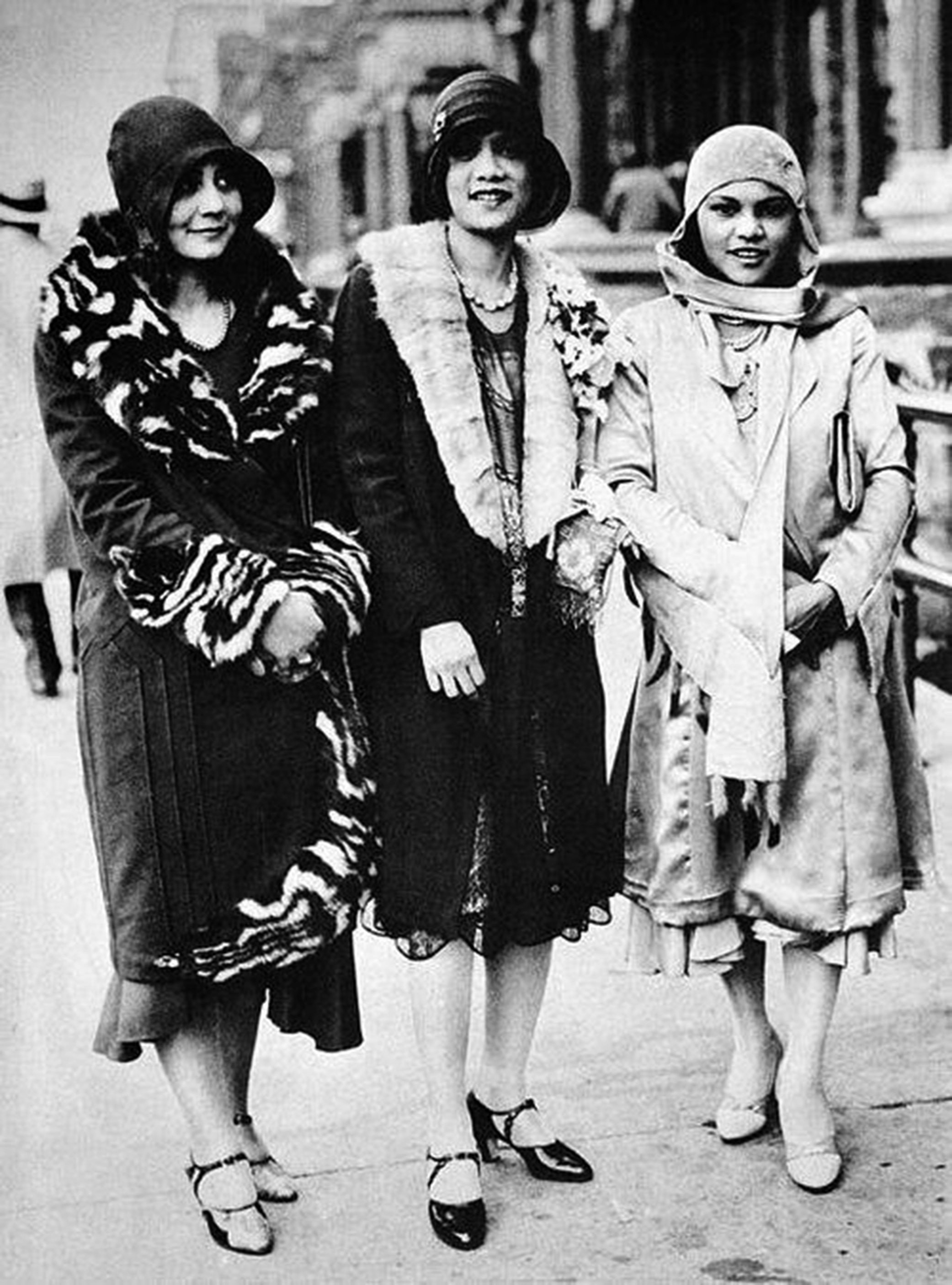
Tres mujeres negras de Harlem, ca. 1925.

En 1910, la población de Central Harlem era aproximadamente un 10 % de negros. En 1930, había alcanzado el 70 %. Al final de la Primera Guerra Mundial, Harlem se asoció con el movimiento New Black, y luego con el torrente artístico conocido como el Renacimiento de Harlem, que se extendió a la poesía, las novelas, el teatro y las artes visuales. Llegó tanta gente negra desde el sur que "amenazó la existencia misma de algunas de las principales industrias de Georgia, Florida, Tennessee y Alabama". Muchos se establecieron en Harlem. En 1920, el centro de Harlem era 32,43 % negro. El censo de 1930 reveló que el 70,18 % de los residentes del centro de Harlem eran negros y vivían tan al sur como Central Park, en 110th Street.

Sin embargo, en los años 1930, el vecindario se vio muy afectado por la pérdida de empleos durante la Gran Depresión. A principios de los años 1930, el 25 % de los harlemitas estaban sin trabajo y las perspectivas de empleo para ellos se mantuvieron malas durante décadas. El empleo entre los neoyorquinos negros cayó cuando algunos negocios tradicionalmente negros, incluido el servicio doméstico y algunos tipos de trabajo manual, fueron absorbidos por otros grupos étnicos. Varios disturbios ocurrieron durante este periodo, entre 1935 y 1943. Las principales industrias abandonaron Nueva York por completo, especialmente después de 1950.

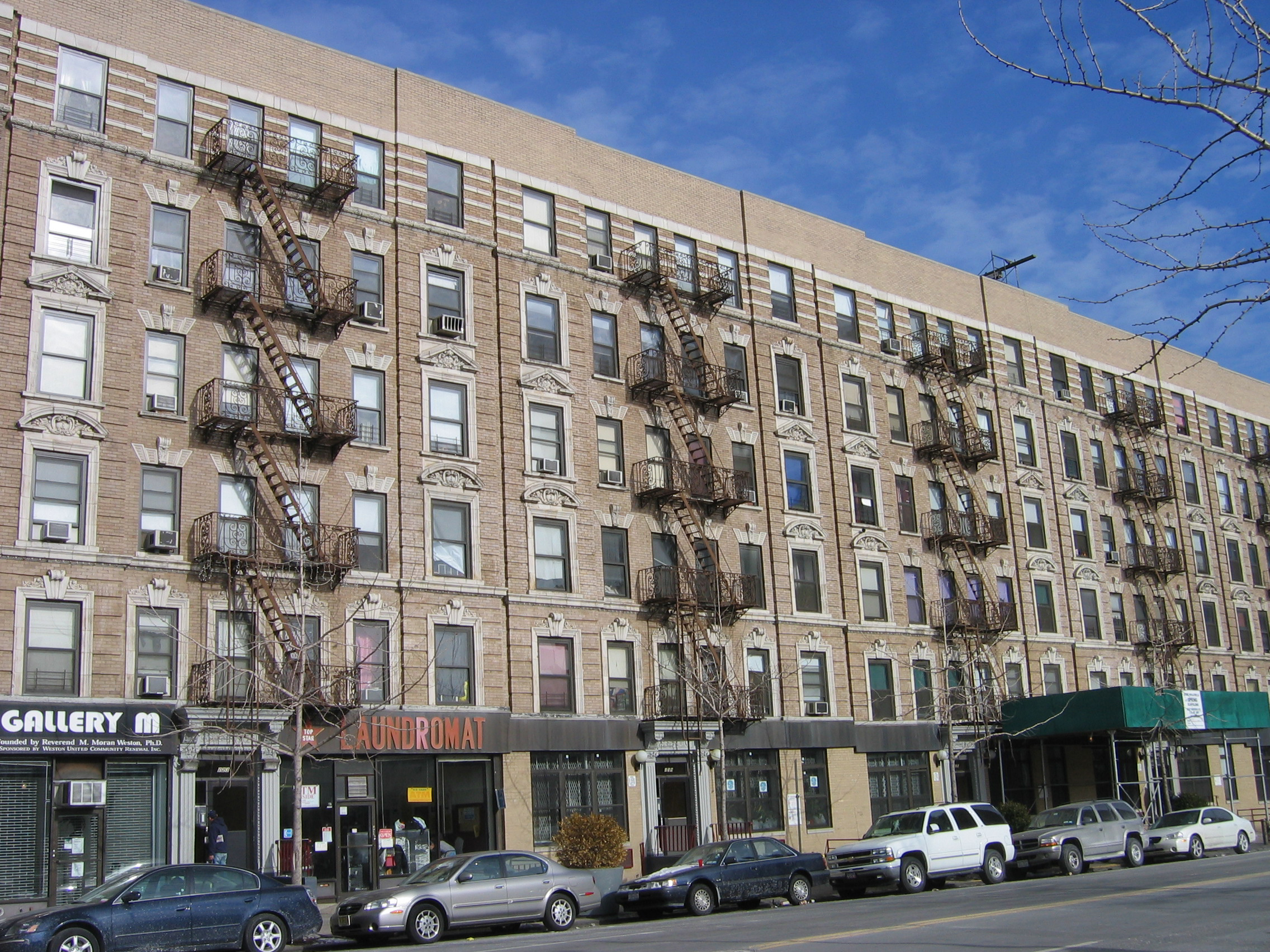
Casa adosada construida para la población afroamericana en los años 1930.

Hubo cambios importantes después de la Segunda Guerra Mundial. A finales de la década de 1950 y principios de la de 1960, Harlem fue escenario de una serie de huelgas de alquiler de inquilinos del vecindario, encabezadas por el activista local Jesse Gray, junto con el Congreso de Igualdad Racial, Harlem Youth Opportunities Unlimited (HARYOU) y otros grupos. Estos grupos querían que la ciudad obligara a los propietarios a mejorar la calidad de la vivienda al adaptarlos al código, tomar medidas contra ratas y cucarachas, proporcionar calefacción durante el invierno y mantener los precios en línea con las regulaciones de control de alquileres existentes.
Los proyectos de obras públicas más grandes en Harlem en estos años fueron viviendas públicas, con la mayor concentración construida en East Harlem. Por lo general, las estructuras existentes fueron demolidas y reemplazadas por propiedades diseñadas y administradas por la ciudad que, en teoría, presentarían un entorno más seguro y agradable que las disponibles de los propietarios privados. Finalmente, las objeciones de la comunidad detuvieron la construcción de nuevos proyectos.

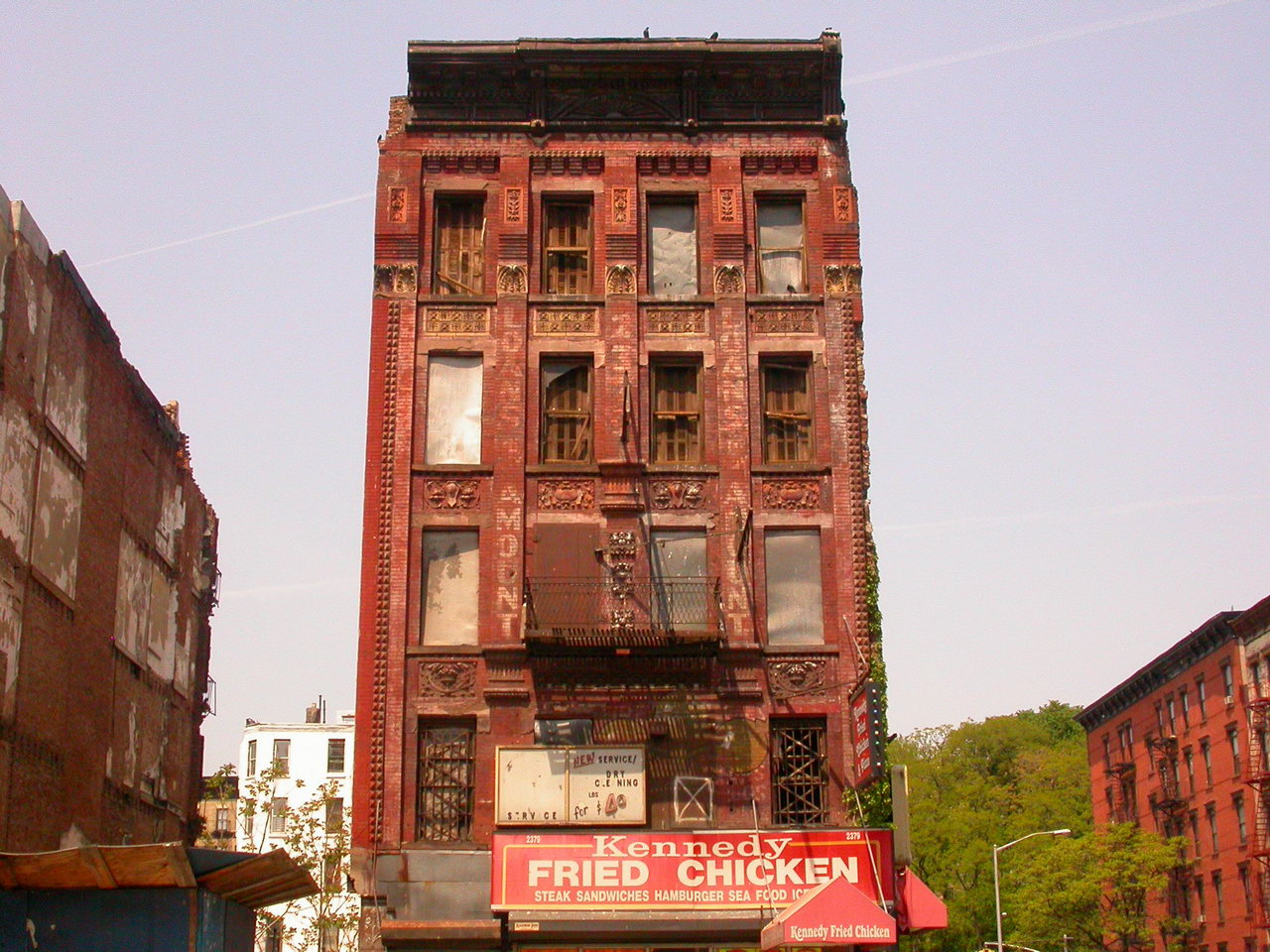
Un edificio en ruinas después de los años 1970

Desde mediados del siglo XX, la baja calidad de la educación en Harlem era otra fuente de angustia. En los años 1960, aproximadamente el 75 % de los estudiantes de Harlem obtuvieron calificaciones por debajo del nivel de grado en habilidades de lectura y el 80 % obtuvieron calificaciones por debajo del nivel de grado en matemáticas. En 1964, los residentes de Harlem organizaron dos boicots escolares para llamar la atención sobre el problema. En el centro de Harlem, el 92 % de los estudiantes se quedaron en casa.En 1977, Isiah Robinson, presidente de la Junta de Educación de la ciudad de Nueva York, declararía que "la calidad de la educación había degenerado hasta el nivel carcelario". Fue en este contexto convulso cuando se produjo la tercera ola de disturbios, en julio de 1964, tras la muerte de un chico negro de quince años en un tiroteo, en el cual estaba involucrado un policía blanco. Una persona perdió la vida, más de un centenar resultaron heridas y cientos fueron arrestadas. Los daños materiales y los saqueos aumentaron en esta ocasión.
Después de la Segunda Guerra Mundial, Harlem dejó de ser el lugar donde vivía la mayoría de la población negra de la ciudad, pero siguió siendo la capital cultural y política de la Nueva York negra, y posiblemente de los Estados Unidos negro.En los años 1970, muchos de los harlemitas que pudieron escapar de la pobreza abandonaron el vecindario en busca de mejores escuelas y hogares, y calles más seguras. Los que se quedaron eran los más pobres y menos capacitados, con menos oportunidades de éxito. Aunque el Model Cities Program del gobierno federal gastó 100 millones de dólares en capacitación laboral, atención médica, educación, seguridad pública, saneamiento, vivienda y otros proyectos durante un período de diez años, Harlem no mostró ninguna mejora. La ciudad comenzó a subastar su enorme cartera de propiedades de Harlem al público en 1985. Esto tenía la intención de mejorar la comunidad al poner la propiedad en manos de personas que vivirían en ella y la mantendrían. En muchos casos, la ciudad incluso pagaría para renovar completamente una propiedad antes de venderla (por lotería) por debajo del valor de mercado.
A partir de los años 1990, Harlem comenzó a crecer nuevamente. Entre 1990 y 2006, la población del barrio creció en un 16,9 %, con el porcentaje de personas negras disminuyendo del 87,6 % al 69,3 %, luego descendiendo al 54,4 % en 2010, mientras el porcentaje de blancos aumentó del 1,5 % al 6,6 % en 2006, y "casi al 10 %" en 2010. Una renovación de la calle 125 y nuevas propiedades a lo largo de la vía también ayudaron a revitalizar Harlem.

## Cultura

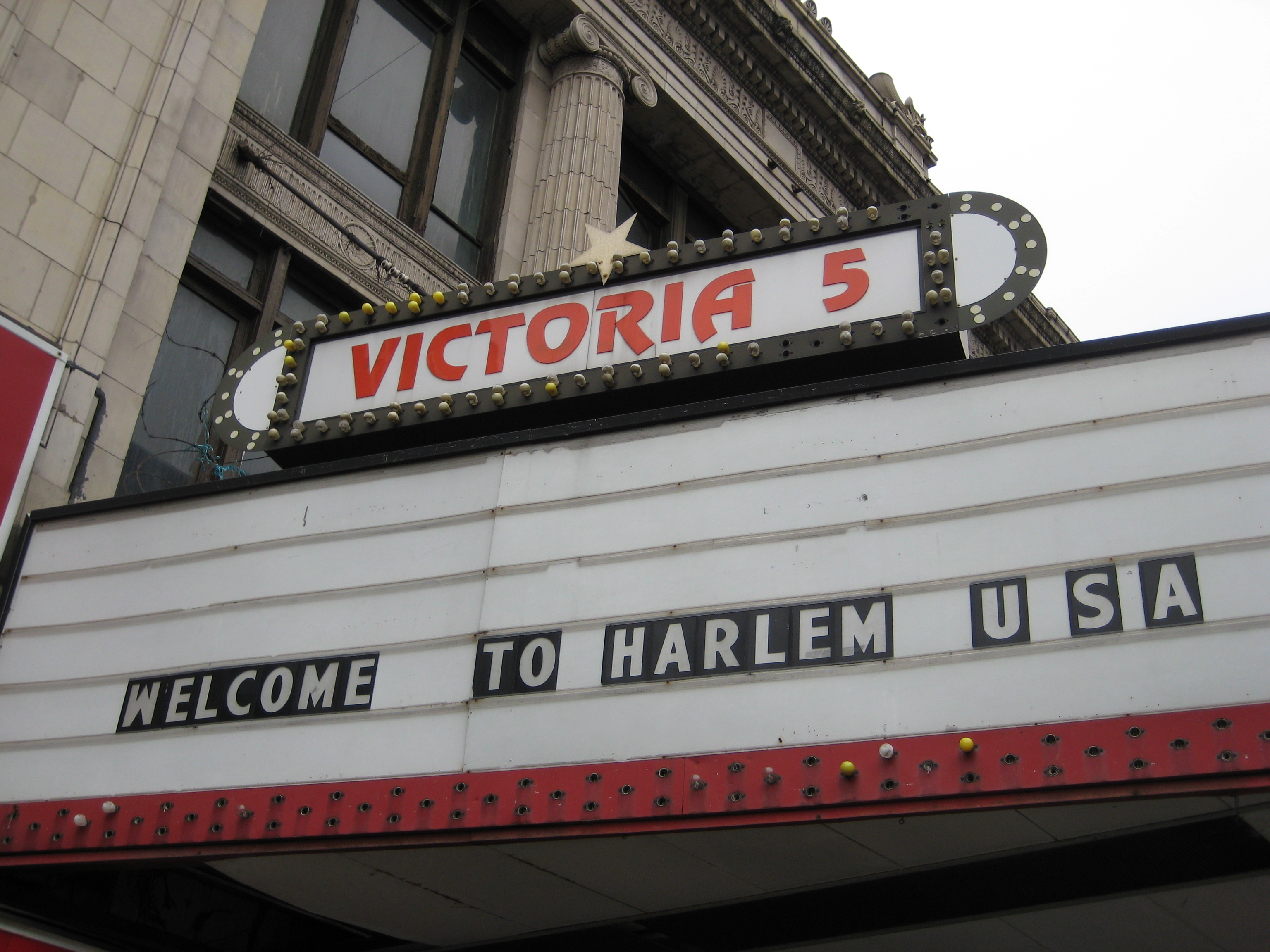
Bienvenida a Harlem en el cartel sobre el ahora desaparecido cine Victoria 5 en 125th st.

En las décadas de 1920 y 1930, el centro y oeste de Harlem fue el foco del Renacimiento de Harlem, un torrente de trabajo artístico sin precedentes en la comunidad negra estadounidense. Aunque los músicos y escritores de Harlem son particularmente bien recordados, la comunidad también acogió a numerosos actores y compañías de teatro, incluido el New Heritage Repertory Theatre, National Black Theatre, Lafayette Players, Harlem Suitcase Theatre, The Negro Playwrights, American Negro Theatre, y los jugadores de Rose McClendon.

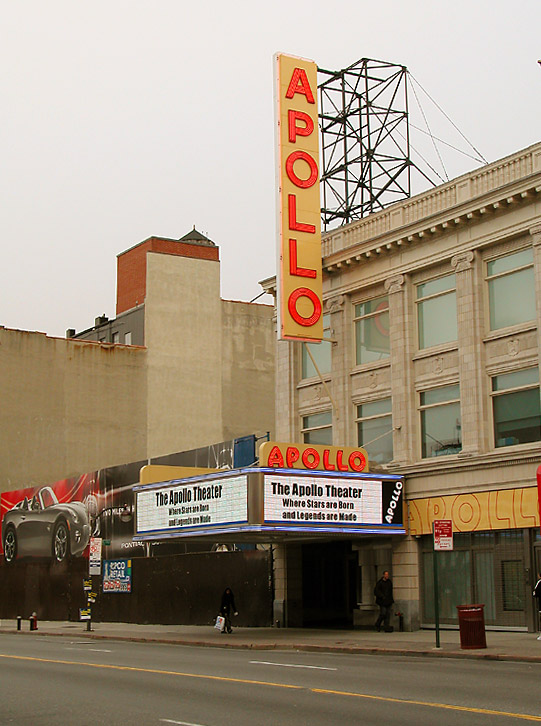
El Teatro Apollo en la calle 125 en noviembre de 2006.

El Teatro Apollo se inauguró en la calle 125 el 26 de enero de 1934, en un antiguo local de burlesque. El Savoy Ballroom, en Lenox Avenue, fue un lugar de renombre para el baile swing, y fue inmortalizado en una canción popular de la época, "Stompin 'At The Savoy". En las décadas de 1920 y 1930, entre Lenox y la Séptima Avenida en el centro de Harlem, estaban en funcionamiento más de 125 lugares de entretenimiento, incluidos bares clandestinos, bodegas, salones, cafés, tabernas, club restaurantes, restaurantes de costillas, teatros, salones de baile, bares y parrillas. La calle 133, conocida como "Swing Street", se hizo conocida por sus cabarets, bares clandestinos y clubes de jazz durante la época de la Prohibición, y fue apodada "Jungle Alley" debido a la "mezcla interracial" en la calle. Algunos locales de jazz, incluido el Cotton Club, donde tocaba Duke Ellington, y Connie's Inn, estaban restringidos solo a los blancos. Otros eran integrados, con público mixto, incluido el Renaissance Ballroom y el Savoy Ballroom.
En 1936, Orson Welles produjo su Macbeth negro en el Lafayette Theatre de Harlem. Los grandes teatros de finales del siglo XIX y principios del XX acabaron demolidos o convertidos en iglesias. Harlem carecía de cualquier espacio de actuación permanente hasta la creación del Gatehouse Theatre en un antiguo acueducto de Croton en la calle 135 en 2006.

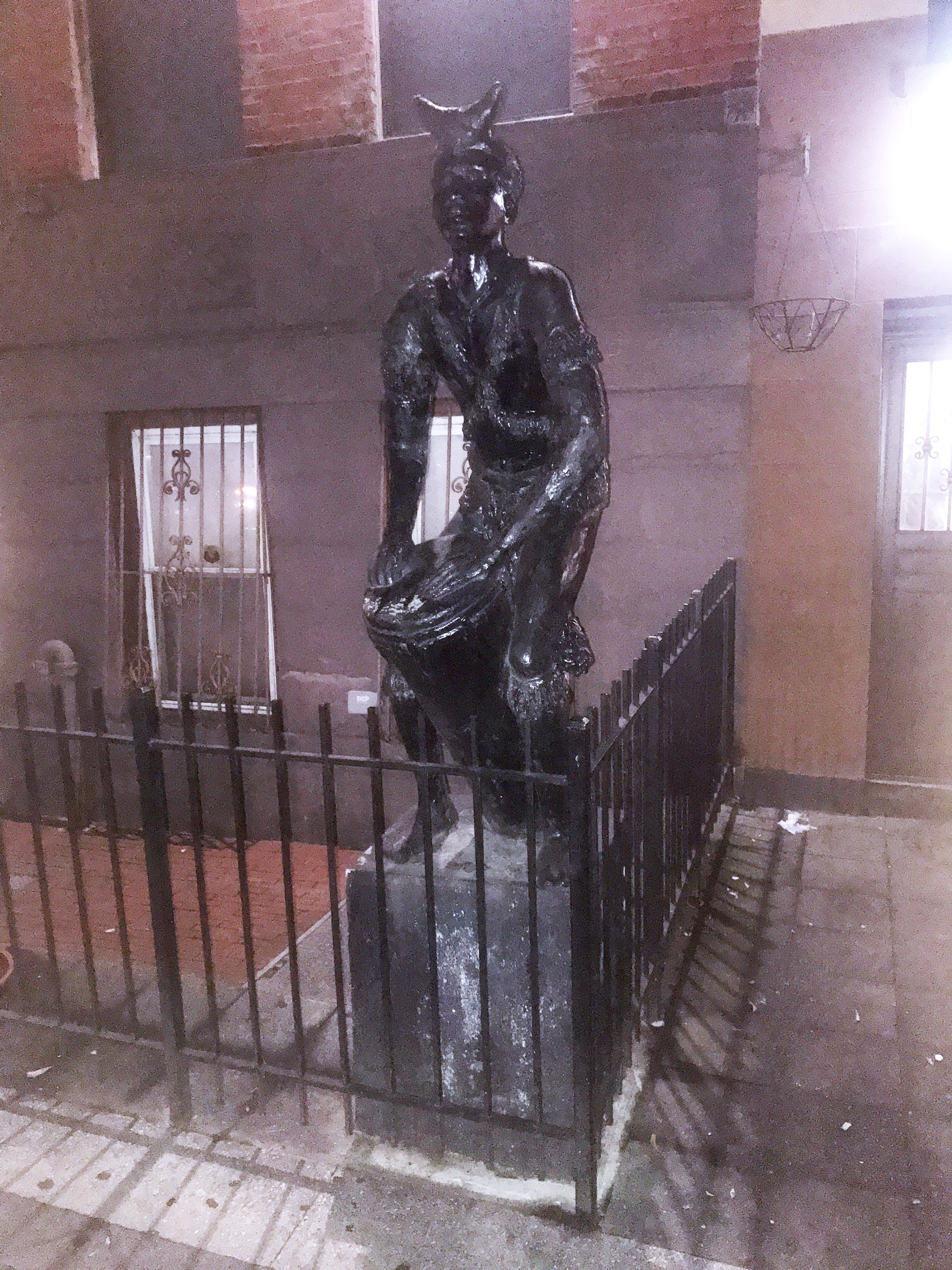
Baterista espiritual africano en la calle 135 entre Adam Clayton Powell Boulevard y Frederick Douglass Boulevard

Desde 1965 hasta 2007, la comunidad fue la sede del Harlem Boys Choir, un coro itinerante y un programa educativo para niños pequeños, la mayoría de los cuales son negros. El Girls Choir of Harlem se fundó en 1989 y cerró con el Boys Choir.
En Harlem también se celebra el mayor Desfile del Día Afroamericano, que organiza la cultura de la diáspora africana en Estados Unidos. El desfile se inició en la primavera de 1969 con el congresista Adam Clayton Powell, Jr. como Gran Mariscal de la primera celebración.
Arthur Mitchell, ex bailarín del New York City Ballet, estableció Dance Theatre of Harlem como una escuela y compañía de ballet clásico y formación teatral a fines de la década de 1960. La empresa ha realizado giras a nivel nacional e internacional. Generaciones de artistas de teatro se han iniciado en la escuela.
Para la década de 2010, se abrieron nuevos lugares para cenar en Harlem, alrededor de Frederick Douglass Boulevard. Al mismo tiempo, algunos residentes lucharon contra las poderosas olas de gentrificación que estaba experimentando el vecindario. En 2013, los residentes organizaron una sentada en la acera para protestar contra un mercado de granjeros cinco días a la semana que cerraría Macombs Place en 150th Street.

### Música
Muchos grupos y artistas de R & B / Soul se formaron en Harlem. The Main Ingredient, Frankie Lymon & The Teenagers, Black Ivory, Cameo, Keith Sweat, Freddie Jackson, Alyson Williams, Johnny Kemp, Teddy Riley y otros comenzaron en Harlem.
Las contribuciones de Manhattan al hip-hop provienen en gran parte de artistas con raíces en Harlem como Doug E. Fresh, Big L, Kurtis Blow, The Diplomats, Mase o Immortal Technique. Harlem es también el lugar de nacimiento de bailes populares de hip-hop como el Harlem shake, el toe wop y la Chicken Noodle Soup.
En la década de 1920, los pianistas afroamericanos que vivían en Harlem inventaron su propio estilo de piano de jazz, llamado stride, que estaba fuertemente influenciado por el ragtime. Este estilo jugó un papel muy importante en el piano de jazz temprano

## Personajes reconocidos
El barrio ha sido origen de grandes artistas y gente reconocida.
Entre ellos se encuentran Big L, Q-Tip, Tom Morello, Tupac Shakur, Cicely Tyson, ASAP Rocky, Al Pacino, Ray Barreto, Edwin Torres, Sonny Rollins, Azealia Banks, Lexington Steele, Frank Lucas etc. Ha sido también el lugar donde Martin Luther King y Malcolm X pronunciaron numerosos discursos, con cuyos nombres fueron bautizados actualmente famosos bulevares de la localidad. Según la editorial de cómics Marvel en este barrio nació, vive y pelea contra el crimen, el héroe conocido como Luke Cage.

## Museos
Entre los museos más importantes se encuentran el Museo del Barrio, que contiene distintas piezas de arte de diversos latinoamericanos que emigraron a Nueva York. El museo del Jazz, con homenajes a grandes artistas del género como Ella Fitzgerald, Aretha Franklin, etc., y el museo de Nueva York.

## Geología
En el área se encuentra una fisura que es la falla de la calle 125.